# 回旋镖行动
回旋镖行动（英語：Operation Boomerang）是第二次世界大战期间美國陸軍航空軍第20轰炸机司令部对日占荷屬東印度炼油设施发起的空袭行动。空袭从1944年8月10日深夜持续到次日凌晨，原计划炸毁巨港的炼油厂，并用水雷阻断穆西河运输，但最终只达成部分目标。
本次行动隶属第20轰炸机司令部针对日占东南亚城市开展的一系列轰炸，配合空襲日本的主任务。该部还于行动当晚空袭日本长崎市。
8月10日，共54架B-29超级堡垒重型轟炸機从英屬錫蘭机场出发，其中39架飞抵巨港空域。轰炸炼油厂的计划基本失败，确认炸毁的建筑仅一幢。盟军在连接巨港和大海的河中布雷，炸沉三艘舰船，另外两艘受损。英国空军和海军为美国轰炸机提供搜救支持。日方用于防御巨港的高射炮和战斗机未能击落美军轰炸机，但美方一架轰炸机因燃油耗尽弃置。回旋镖行动是美国陆军航空军针对巨港重要战略石油设施开展的唯一一次空袭，此外英军曾于1945年1月从航空母舰出动飞机空袭当地。

## 背景
太平洋战争期间，位于荷属东印度群岛的蘇門答臘巨港市是大型石油生产中心，该市早在1942年2月中旬的巨港战役期间就落入日军之手。荷兰工程师在日本入侵期间破坏炼油厂，意图避免设施为日方所用，但生产还是在年底前恢复。1944年初，盟军情报估计日本舰船和工业设施所需燃油的两成二，以及航空汽油的七成八都来自巨港普拉朱（Pladjoe）炼油厂。
1943年下半年，美國參謀長聯席會議批准开始派B-29超级堡垒重型轟炸機从印度起飞戰略轟炸日本本土及东亚的计划，同时在中国建立前线机场。这项计划的战略核心，代号“马特霍恩作战”，是在中国内陆城市成都市附近修建简易机场，用于为孟加拉基地起飞轰炸日本目标的-29轰炸机加油。“马特霍恩作战”由美國第二十航空隊下属的第20轰炸机司令部（XX Bomber Command）负责，第二十航空队由美国陆军航空军司令亨利·阿诺德上将直接指挥，他建立航空队时就决定将其作为独立的战略轰炸部队，直接向參謀長聯席會議汇报，而不是像其他航空队一样由太平洋战区司令统领。第20轰炸机司令部由肯尼斯·沃尔夫（Kenneth Wolfe）准将指挥。1944年6月5日，第20轰炸机司令部在曼谷完成首轮作战，行动期间有两架-29轰炸机返回印度途中因燃油耗尽只能在孟加拉灣迫降。

## 计划

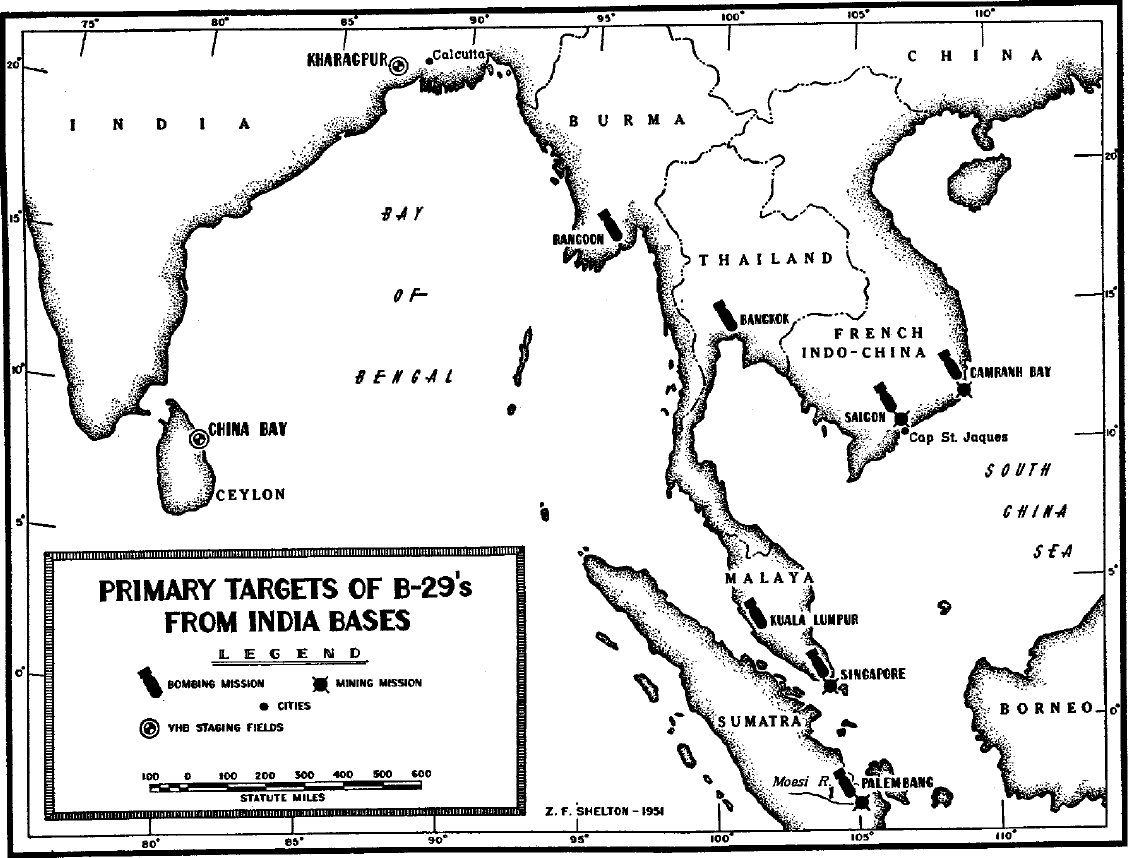
位于印度和英属锡兰的B-29轰炸机基地和远在东南亚的主要空袭目标

早在“马特霍恩作战”获批前，盟军就曾考虑空袭巨港，争论焦点主要是如何最有效地发挥轰炸机作战能力。1943年末到1944年初，盟军曾考虑-29轰炸机从北澳大利亚或新幾內亞的基地出发，袭击东南亚商船和石油设施。1944年4月美国参谋长联席会议批准的最终方案明确指出，第20轰炸机司令部专攻日本的同时也可以袭击巨港，轰炸机从英屬錫蘭的机场起飞。美军部分战略家认为应集中力量打击日本本土，但也有部分认为应该打击日占石油设施，作战方案中将巨港列入空袭目标便是双方妥协的结果。根据原计划，首次空袭巨港的时间定在1944年7月20日。
1944年3月，锡兰的四个机场针对-29轰炸机所需开始基础设施建筑，满足空袭巨港的计划需求。其中中国湾机场（China Bay Airport）与明内里耶机场（Minneriya Airport）优先建设，计划在七月前完工。同年四月，工程进度表明两家机场都无法按时完工，盟军因此决定先攻坚中国湾机场。截至七月中旬，该机场已可容纳56架-29轰炸机，回旋镖行动开始前已经恢复全面运作。
1944年6月15日深夜到16日凌晨，第20轰炸机司令部首度空袭日本，轰炸目标八幡市。不久，阿诺德敦促沃尔夫将空袭巨港作为此次行动的后续。沃尔夫回复上级时指出，中国湾机场要到7月15日才能做好准备，此前不可能再度空袭。6月27日，阿诺德向第20轰炸机司令部发出新目标指令，明确要求机场恢复时马上向巨港出动50架-29轰炸机。7月4日，沃尔夫被转调美国，拉维恩·桑德斯（LaVern G. Saunders）准将临时接手。桑德斯决定先集中力量空袭阿诺德定为最高优先目标的中国鞍山市，把袭击巨港的时间进一步推迟到八月中旬。

## 准备

### 美国

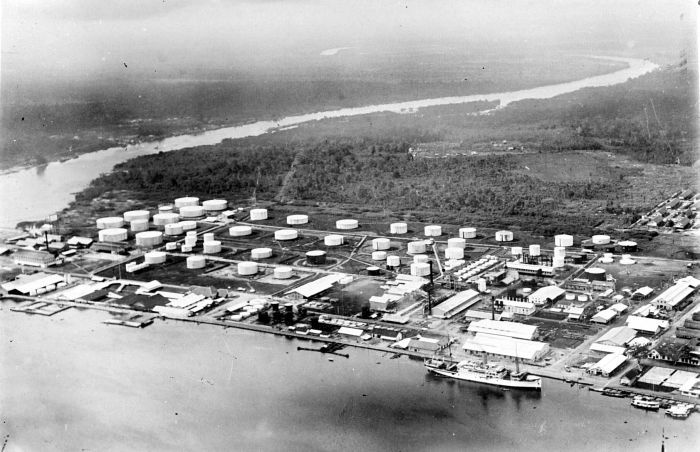
普拉朱炼油厂部分设施航拍照片，拍摄日期不明

1944年5月，盟军开始制订袭击巨港的计划。轰炸机需从锡兰起飞，飞行距离极长，因此行动计划和准备工作复杂程度超过第20司令部以往任何空袭。美國陸軍航空軍和英國皇家空軍人员合作完成准备工作，英方为行动提供燃油，并根据“反向租借法案”承担锡兰机场升级开支。英国皇家空军中国湾基地及配套住宿设施和运输工具基本移交美国陆军航空军使用，英国皇家空军还向美国人提供配给的威士忌。
随着时间的推移，空袭计划反复调整。第二十航空队起初命令第20轰炸机司令部出动全部112架飞机在日间行动。对此轰炸机司令部指出，要想从单个机场一次出动这么多飞机，部队必须分批起飞，行动会变得更加复杂，很可能导致损失增多，建议上级修改指令。阿诺德接受建议，6月27日发出的目标指令中明确要求在黎明或黄昏时分空袭。受派协助的气象学家建议夜间空袭，因为此时飞行正好顺风，对轰炸机有利，第20轰炸机司令部提出后，第二十航空队同意把时间改到夜间。
空袭行动计划期间，美国各情报机构对巨港设施重要程度的看法发生变化。美国陆军航空军助理空军、情报和行动分析委员会参谋长认为，随着太平洋战场的战局发生变化，日本海军力量受到重创，普拉朱炼油厂已经不再像之前那样对日本战局举足轻重。第20轰炸机司令部认为此时打击巨港会削弱打击日本钢铁工业的力度，希望取消任务。但参谋长联席会议还是决定空袭巨港，阿诺德也在七月发出的目标指令中重申。确认中国湾设施会在8月4日前恢复运营后，阿诺德命令第20轰炸机司令这个月10号行动，最迟15号前必须出动。
计划中还明确制定多个目标，其中普拉朱炼油厂是主要目标，附近的庞卡兰（Pangkalan）炼油厂为次要目标。位于巴东的英达龙（Indarung）水泥厂是不得已目标，供无法飞抵巨港的轰炸机选择。考虑到巨港生产的石油均需通过穆西河运输，部分轰炸机还负责向河上投掷水雷阻断运输。锡兰与巨港相距6204公里，离穆西河6490公里，所以每架轰炸机加满燃油之余只能携带910公斤炸弹或水雷。8月1日，空袭计划制订完成，代号“回旋镖行动”，估计是希望所有飞机经过长途飞行都能安全返回。
第20轰炸机司令部还计划在行动同一晚空袭日本本土长崎市。据美国陆军航空军正史记载，军方希望通过同时打击相距4800公里之遥的两个目标从心理上影响日本人。

### 日本
大日本帝國陸軍负责防御针对苏田答腊油田的空袭，为此于1943年3月建成巨港防卫司令部，起初包含高射炮第101、102、103联队和机关炮第101大队。每支高射炮联队配有20门八八式7.5公分高射炮，每门高射炮可能还配有機炮和探照灯。
1944年1月，日本建立第9飞行师团（第9飛行師団）加强苏门答腊空防，巨港防卫司令部更名巨港防卫队，由第9飞行师团指挥。防卫队大约也是在这段时间新增战斗机，大日本帝国陆军飞行战队的飞行第21和22战队负责拦截盟军战机。高射炮第101、102、103联队和机关炮第101大队保留，同时补充操作防空氣球的阻塞气球第101联队。

## 空袭
8月9日下午，第444（444th Bombardment Group）和第468轰炸大队（468th Bombardment Group）的56架-29轰炸机从孟加拉飞抵英国皇家空军中国湾基地。次日下午4点45分，54架-29轰炸机从中国湾起飞，其中一架因发动机故障在40分钟后返回基地，经两小时维修后再度起飞前往苏门答腊。
飞往苏门答腊的旅程平安无事，轰炸机各自从中国湾以直线飞到苏门答腊西岸近海的西比路島，然后转向前往巨港空域。英国远东舰队军舰和皇家空军飞机在沿途布署，以便美方轰炸机因故抛弃时救援机上人员。参战的英國皇家海軍舰艇包括：锡兰号轻巡洋舰（HMS Ceylon）、多面堡号驱逐舰（HMS Redoubt）、钻纹龟号（HMS Terrapin）和尖锐号潜艇（HMS Trenchant）。两艘潜艇还起导航作用。
共有31架-29轰炸机尝试袭击普拉朱炼油厂，但因巨港当晚没有灯光，天上云层遮挡，负责用讯号弹照亮炼油厂的轰炸机又还没有到位，轰炸机很难定位目标。机组人员于是通过雷达或从云层空隙中用肉眼检视目标。部分飞行员声称看到爆炸和火焰，但轰炸机拍下的空袭照片根本看不清楚。八架-29轰炸机降至云层下方并各朝穆西河投掷两枚水雷，空袭结束后的报告认定此轮投弹准确程度为“优秀”。这也是-29轰炸机史上首次充当布雷艇。
15架未能飞抵巨港空域的-29轰炸机转而攻击其他目标，其中两架轰炸苏门答腊北部的产油小镇火水山（Pangkalan Brandan），一架空袭占碑附近机场，另有多架轰炸机在燃油不足后返航。
日军对巨港空域-29轰炸机的反击没有取得战果。日方用高射炮和火箭向敌方开火，美方飞行员共看到37架日军飞机，部分战斗机持续追踪轰炸机560公里，但未能击落或击伤任何轰炸机。
美军返程途中有一架-29轰炸机因燃油耗尽在距中国湾仅140公里海上弃置，机组人员在弃机前发出信号，盟军因此仔细搜寻附近海域。机上一个炮手丧生，其他机组人员在8月12日早上获救。盟军高层起初预计会有多架-29轰炸机因油料不足抛弃，但事实证明只有这一架。
8月10日深夜至次日凌晨同步开展的空袭长崎市行动以失败告终。虽有24架-29轰炸机投弹，但该市基本未受损伤。三架-29轰炸机袭击次要目标，另外两架从中国前线机场起飞后返回，所有-29轰炸机均安全回到基地。

## 影响

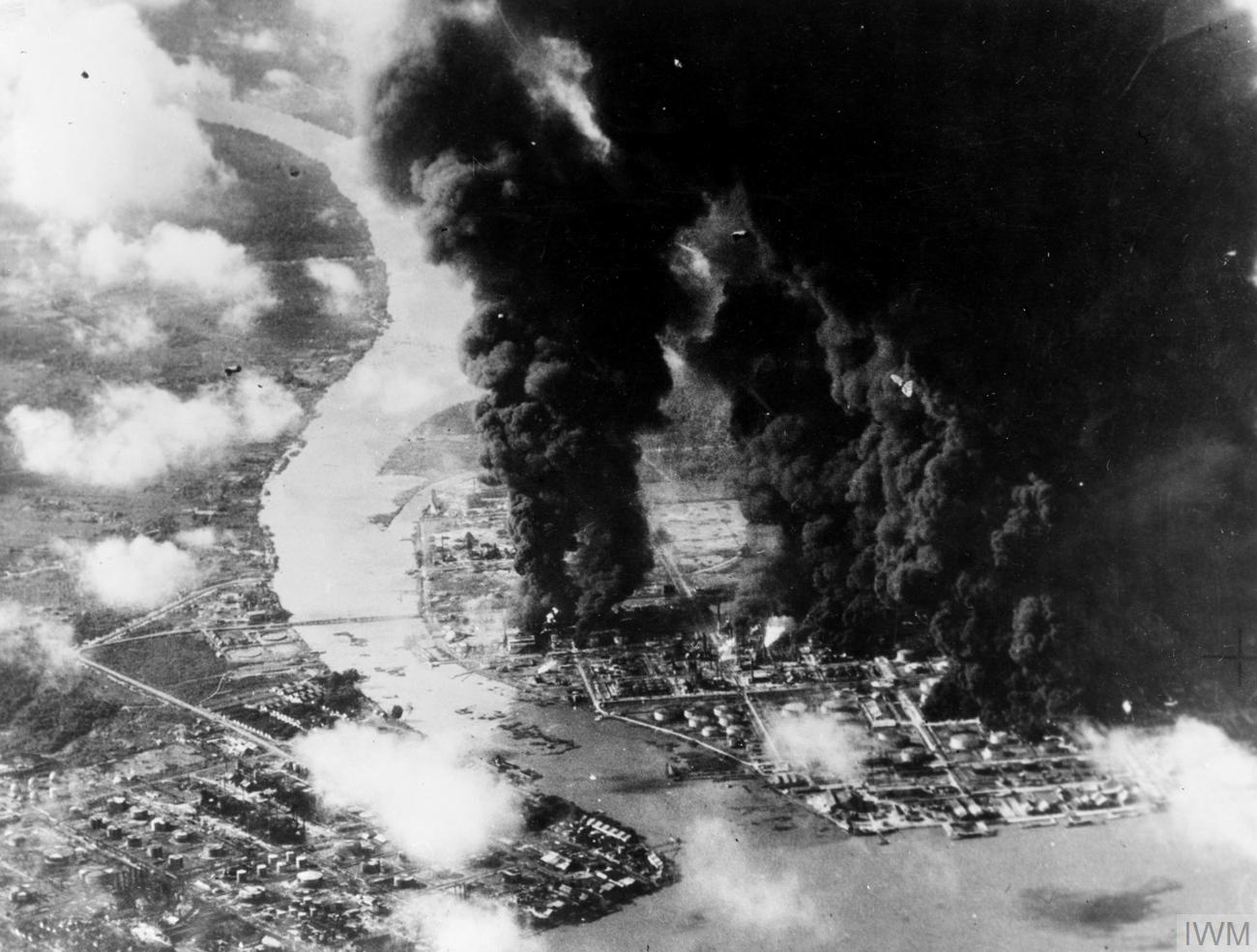
1945年1月，巨港的炼油厂被英国皇家海军袭击后起火

回旋镖行动只取得部分成功。9月19日拍摄的普拉朱炼油厂照片表明仅一幢建筑确定毁于此次空袭，另外几幢建筑只是“可能”被毁。布雷作战取得成功，炸沉日方三艘舰船，另有两艘受损，日军一个月后才完成排雷恢复航运。此后美军经常出动-29轰炸机布雷，封锁日本航运。虽然行动未能达成所有目标，但已足以证明第20轰炸机司令部开展复杂作战行动的能力，-29轰炸机也能安全地在水上长途飞行。
第20轰炸机司令部此后对袭击巨港依然提不起兴趣，并于8月24日向第二十航空队建议放弃中国湾基地设施。第二十航空队于10月3日批准建议，但要求确保基地的加油设施就位。此后美军没有再从锡兰出动-29轰炸机。美国陆军航空军正史指出，为单次行动就升级整个基地，堪称“战争奢侈的刺眼典范”。1944年至1945年初，第20轰炸机司令部出动空袭东南亚多个城市，其中针对日占新加坡的多次空袭所需飞行距离比回旋镖行动还长。
1944年11月至1945年1月，英国远东舰队出动航空母舰多次空袭苏门答腊石油设施，其中包括1945年1月“子午线行动”（Operation Meridian）中两次针对巨港的空袭。1月24日，艦載機重创普拉朱炼油厂，同月29日又重创附近的双溪格龙（Sungei Gerong）炼油厂。负责巨港炼油厂的日军将领在战争结束后表示，英军上述空袭造成的破坏比回旋镖行动更大。

### 脚注
1. ↑  Hobbs 2011，第74頁.
2. 1 2 3  Craven & Cate 1953，第108頁.
3. ↑  Correll 2009，第62–63頁.
4. ↑  Craven & Cate 1953，第97頁.
5. ↑  Mann 2009，第36–37頁.
6. ↑  Craven & Cate 1953，第28頁.
7. ↑  Craven & Cate 1953，第31頁.
8. ↑  Craven & Cate 1953，第71, 93頁.
9. ↑  Craven & Cate 1953，第73頁.
10. ↑  Craven & Cate 1953，第103頁.
11. ↑  Craven & Cate 1953，第105頁.
12. ↑  Craven & Cate 1953，第107–108頁.
13. 1 2 3  Craven & Cate 1953，第108–109頁.
14. ↑  Fuller 2015，第113頁.
15. 1 2 3 4 5 6 7 8 9  Craven & Cate 1953，第109頁.
16. 1 2 3 4 5 6  Craven & Cate 1953，第110頁.
17. 1 2  Craven & Cate 1953，第111頁.
18. ↑  Craven & Cate 1953，第109, 111頁.
19. ↑  Ness 2014，第317頁.
20. ↑  Headquarters United States Army Japan 1959，第168頁.
21. ↑  Ness 2014，第330頁.
22. 1 2  Mann 2009，第40頁.
23. ↑  Hackett 2016.
24. ↑  Rohwer 2005，第348頁.
25. ↑  Naval Analysis Division 1946，第13頁.
26. ↑  Craven & Cate 1953，第109–110頁.
27. 1 2 3  Toh 2020，第110頁.
28. ↑  Rohwer 2005，第349頁.
29. ↑  Toh 2020，第109–110頁.
30. ↑  Hobbs 2011，第74–107頁.